# Lantânio
O lantânio é um elemento químico de símbolo químico (La) de número atômico 57 (57 prótons e 57 elétrons), com massa atômica 138,9 u. É um metal de transição interna, lantanídeo, terra rara, pertencente ao grupo 3 da classificação periódica dos elementos. À temperatura ambiente, o lantânio encontra-se no estado sólido.
É encontrado principalmente em minerais terras raras associado com o cério. É dúctil e maleável usado principalmente em ligas para a produção de lentes especiais, pedras de isqueiros e como esponja de hidrogênio.
Foi descoberto em 1839 por Carl Gustav Mosander, em Estocolmo, Suécia.

## Características principais

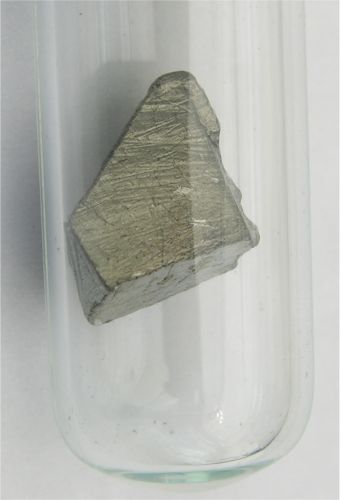
Lantânio.

O lantânio é um elemento metálico branco prateado que pertence ao grupo 3 da tabela periódica e é considerado frequentemente como sendo um lantanídio. Encontrado em alguns minerais, geralmente em combinação com cério e outros elementos terras raras. O lantânio é maleável, dúctil, e mole bastante para ser cortado com uma faca. É um dos mais reativos entre os elementos terras raras. O metal reage diretamente como os elementos carbono, nitrogênio, boro, selênio, silício, fósforo, enxofre, e com halogênios. Oxida rapidamente quanto exposto ao ar. A água fria ataca lentamente o lantânio, enquanto a água quente ataca muito mais rapidamente.

## Aplicações
- É usado em eletrodos de carbono para a produção de luz, principalmente para iluminação de estúdios e projeções na indústria cinematográfica..
- É usado para a solda DW1600E
- La2O3 aumenta a resistência do vidro, que são usados para a produção de vidros ópticos especiais, tais como:
  - Vidro absorvente de radiação infravermelha.
  - Lentes ópticas para câmeras de máquinas fotográficas e telescópios devido ao elevado índice de refração e baixa dispersão.
- LaB6 (Hexaboreto de lantânio) é usado como fonte emissora de elétrons em microscópios eletrônicos de alta resolução.
- Quantidades pequenas de lantânio são adicionadas ao aço para melhorar sua maleabilidade, ductilidade e resistência ao impacto.
- Pequenas quantidades são adicionados ao ferro para produzir ferro fundido nodular.
- Pequenas quantidades de lantânio (0,2% a 5%) são adicionados ao molibdênio para diminuir a sua dureza e sensibilidade a variações de temperaturas.
- O metal é pirofórico, por isso é usado em ligas (25% a 45%) para a produção de pedras de isqueiros.
- O óxido é usado em eletrônica: válvulas eletrônicas
- Ligas de lantânio como esponjas de hidrogênio. Estas ligas são capazes de absorver até 400 vezes o seu volume de hidrogênio gasoso, e é um processo reversível.
- Como catalisador no craqueamento do petróleo (transformação do óleo cru nos seus derivados).
- Mantas de lanterna a gás.
- Na forma de compostos é usado para polir vidros e em lapidação.
- O La-bário em datações de rochas e minérios.
- O nitrato de lantânio é aplicado principalmente em vidros especiais, tratamento da água e como catalisador.
- O fluoreto de lantânio é utilizado para a produção de membranas em eletrodos íon-seletivos para o íon fluoreto.

## História
O lantânio foi descoberto em 1839 por Carl Gustaf Mosander, em Estocolmo, na Suécia, a partir da decomposição parcial de uma amostra de nitrato de cério aquecendo e tratando o sal com ácido nítrico diluído. Da solução resultante, isolou uma terra rara nova, que denominou de "lantana". O lantânio foi isolado na forma relativamente pura em 1923.
A palavra lantânio vem do grego lanthanein, que significa "escondido".

## Papel biológico
O lantânio não tem nenhum papel biológico conhecido (o lantânio bloqueia o poro formado pela alfa-latrotoxina em estudos realizados no vidro).
O elemento não é absorvido por via oral e, quando injetado, sua eliminação é muito lenta. O carbonato de lantânio está sendo estudado como um composto para absorver o fosfato nos casos de falhas renais. Alguns cloretos de terra rara, tais como o cloreto de lantânio (LaCl3), são conhecidos por apresentarem propriedades anticoagulantes.

## Ocorrência
Monazita (Ce+La+Th+Nd+Y)PO4, e bastnasita (Ce+La+Y)CO3F, são os principais minérios em que o lantânio ocorre nas porcentagens 25% e 38%, respectivamente.
Os principais depósitos de monazita são encontrados na Índia, Estados Unidos, Brasil, África do Sul e Austrália. Os principais depósitos de bastnasita estão nos Estados Unidos (Califórnia e Novo México).
Outros minerais que contem o lantânio são a cerita e a alanita.

## Isótopos
O lantânio apresenta dois isótopos naturais: La-139 , que é estável com uma abundância natural de 99,91%, e o La-138, abundância natural de 0,09%. 31 radioisótopos tem sido identificados , sendo o La-138 praticamente o mais estável com uma meia-vida de 1011 anos, e o La- 137 com uma meia-vida de 60.000 anos. Os demais apresentam meias vida abaixo de 24 horas, destes, a maioria com menos de 1 minuto. Este elemento ainda apresenta 3 isótopos metaestáveis. Os isótopos da lantânio apresentam massas atômicas desde 120 u (La-120) até 152 u (La-152).

## Precauções
O lantânio tem uma toxicidade de baixa a moderada, e deve ser manuseado com cuidado. Em animais, a injeção de soluções de lantânio produziram hiperglicemia, diminuição da pressão sanguínea, degeneração do baço e alterações hepáticas.